# Palmarès del Club Estudiantes de La Plata
Il Club Estudiantes de La Plata (spagnolo per Club Studenti di La Plata), noto come Estudiantes La Plata o semplicemente Estudiantes, è una società sportiva di La Plata, in provincia di Buenos Aires, in Argentina, nota per i successi ottenuti in ambito calcistico.
L'Estudiantes è fra le squadre più vincenti del calcio argentino. Nel 1967 l'Estudiantes fu la prima squadra a vincere il campionato argentino professionistico al di fuori delle "cinque sorelle" (Boca Juniors, River Plate, Racing, Independiente e San Lorenzo): dopo questa data vinse altre quattro volte il titolo nazionale, portando il suo totale di vittorie a cinque (sei se si conta anche la vittoria del campionato amatoriale del 1913). Anche in campo internazionale l'Estudiantes ha ottenuto grandi risultati: quattro Copa Libertadores (di cui tre consecutive, dal 1968 al 1970), una Coppa Intercontinentale e una Coppa Interamericana.

## Competizioni nazionali
- Campionato argentino: 6

1913, Metropolitano 1967, Metropolitano 1982, Nacional 1983, Apertura 2006, Apertura 2010
- Primera B Nacional: 1

1994-1995
- Primera B Metropolitana: 3

1911, 1935, 1954
- Copa Adrián C. Escobar: 1

1944
- Copa General Pedro Ramírez: 1

1945
- Copa Argentina: 1

2023
- Copa de la Liga Profesional: 1

2024
- Trofeo de Campeones de la Liga Profesional: 1

2024

## Competizioni internazionali
- Coppa Libertadores: 4

1968, 1969, 1970, 2009
- Coppa Interamericana: 1

1968
- Coppa Intercontinentale: 1

1968
- Copa Ricardo Aldao: 1

1914

## Altri piazzamenti
- Campionato argentino:

Secondo posto: 1914, 1914 (FAF), 1919, 1930, Nacional 1967, Metropolitano 1968, Nacional 1975, 2016 (Zona B)
Terzo posto: 1928, 1931, 1944, 1948, Metropolitano 1976, Metropolitano 1984, Clausura 2007, Clausura 2008, Clausura 2010, Final 2014, 2016-2017
- Copa de Competencia Liga Argentina:

Finalista: 1932
- Supercopa Argentina:

Finalista: 2023
- Supercopa Internacional:

Finalista: 2024
- Coppa Libertadores:

Finalista: 1971
Semifinalista: 1983
- Coppa Intercontinentale:

Finalista: 1969, 1970
- Coppa Sudamericana:

Finalista: 2008
- Recopa Sudamericana:

Finalista: 2010
- Supercoppa Sudamericana:

Semifinalista: 1990
- Coppa del mondo per club FIFA:

Finalista: 2009